# Pitú
Pitú é uma indústria de cachaça do município de Vitória de Santo Antão, em Pernambuco, Brasil. É a maior exportadora de cachaça do país.
A graduação alcoólica da Pitú é de 40%.

## História
A Pitú, empresa de mesmo nome, foi fundada no ano de 1938 (inicialmente sob o nome de S.Cândido e Cia), no estado de Pernambuco. Inicialmente, além de fabricar a aguardente, também trabalhava com vinagre e bebidas derivadas do Maracujá e do Jenipapo.
Diz-se que o nome "Pitú" é uma referência ao nome da propriedade da família Cândido, o Engenho Pitu, que, por sua vez, tinha esse nome pois se localizava em uma região com abundante ocorrência de "pitus", pequenos camarões de água doce. Uma outra versão defende que o nome é uma alusão a uma espécie de cana-de-açúcar cultivada na Zona da Mata Pernambucana, a Cana Pitu.

## Exportação
A cachaça Pitú é reconhecida mundialmente como uma bebida típica brasileira. Atualmente a bebida é remetida à Alemanha, que faz a distribuição da cachaça por toda a Europa. Além disso, a Pitú está presente em diversos outros países, como Estados Unidos, Canadá, Japão e nos países do Mercosul.

## Bebidas
Além da tradicional aguardente de cana de açúcar, a Pitú com o tempo deu origem a uma família de bebidas, tais como a Pitú Gold, que é envelhecida em barris de carvalho durante cinco anos, e tem uma apresentação mais refinada. Também é possível encontrar a Pitú-Cola e a Pitu-Limão. A Pitú-Cola é uma bebida de baixa graduação alcoólica (cerca de 5%). A Pitú Limão possui uma graduação de 30%. Em 2007, a Pitú lançou a vodca Bolvana.